# قیام ۱۹۹۱ در بصره

منطقه بصره عراق

قیام ۱۹۹۱ در بصره صحنه آغاز ناآرامی ها در عراق پس از جنگ خلیج فارس بود. این قیام پس از آن شروع شد که  سربازان برگشته از جنگ به کلی روحیه خود را از دست داده بودند. بنابراین بر ضد صدام حسین سر به شورش برداشتند، به ویژه پس از آنکه راننده یک تانک در بصره به روی پرتره صدام حسین آتش گشود. بصره تبدیل به صحنه نبرد بین جداشدگان از ارتش و گارد جمهوری عراق شد و جنگ بیشتر در محله های اطراف بصره جریان داشت. اکثر نقاط بصره تا اواسط ماه مارس بازپس گرفته شدند، اما شورشیان در مناطقی مانند تانوما توانستند تا اواسط ماه آوریل مقاومت کنند. پس از آنکه نیروهای بعثی کنترل شهر را به دست گرفتند، شروع به سرکوب غیرنظامیان و مظنونین به حمایت از قیام کردند. 

## قیام

### ۱ مارس
در یک مارس ،یک روز پس از پایان جنگ خلیج فارس، توپچی یک تانک تی ۷۲ ،که پس از شکست در کویت در حال بازگشت بود، به سوی پرتره بزرگ صدام که در میدان اصلی شهر بصره نصب شده بود شلیک کرد و توسط سربازان حاضر در محل مورد تشویق قرار گرفت.  

### ۴ مارس
تا ۴ مارس، نیروهای وفادار به صدام حسین توانستند در نبرد دست بالا را بگیرند و دست به یک تهاجم بی رحمانه که همراه با قتل غیرقانونی غیرنظامیان بود زدند. طبق گزارش ها، تانک های دولت بر روی ساختمان ها و غیرنظامیان آتش گشودند و گارد جمهوری درگیر کشتار غیرنظامیان شدند.در اوایل ماه آوریل جنگ متوقف شد و مقاومت کنندگان محلی و گارد جمهوری وارد آتش بس شدند. 